# Il tempo si è fermato (film 1948)
Il tempo si è fermato (The Big Clock) è un film del 1948 diretto da John Farrow, tratto dal romanzo L'enorme ingranaggio (The Big Clock) di Kenneth Fearing.
Nel 1987 dallo stesso romanzo è stato tratto il film Senza via di scampo di Roger Donaldson con Kevin Costner e Gene Hackman.

## Trama
All'interno di un grattacielo il tempo è scandito da un gigantesco orologio che simboleggia l'ossessione di Earl Janoth, potente magnate della stampa, per l'ordine e la puntualità. Durante un'animata discussione, Janoth uccide in un impeto di collera la propria amante Pauline York, e si rivolge al suo fedele aiutante Steve Hagen, che lo accompagna e lo consiglia in ogni frangente, affinché questi lo aiuti a depistare le indagini.
George Stroud, stretto collaboratore di Janoth e giornalista di cronaca nera, si ritrova ad indagare proprio sull'omicidio di Pauline York, e deve constatare che i falsi indizi forniti da Hagen e Janoth portano direttamente a lui stesso. Stroud deve quindi tentare di salvarsi dall'ingranaggio costruito attorno a lui dalla diabolica coppia, dimostrando sia la propria innocenza che la colpevolezza di Janoth e la complicità di Hagen nell'uccisione di Pauline.